# Kompleksi Sportiv Ali Demi
Il Kompleksi Sportiv Ali Demi è una società albanese di calcio a 5 con sede nell'omonimo quartiere di Tirana.

## Storia
Nella sua storia ha vinto due campionati albanesi nella stagione 2006/2007 e nella stagione 2012/2013, inoltre nella stagione 2011-2012 è riuscita ad aggiudicarsi la sua prima coppa nazionale.
- Arben Allklurti
- Erjon Arapi
- Olsi Bajollari
- Aljan Bllumbi
- Redi Enesi
- Elton Ferko
- Erion Hoxha
- Helion Hoxha
- Elton Jazexhui
- Ergys Kadiu
- Olsi Limani
- Indrin Llagami
- Klodian Rrapi
- Endrit Samarxhi
- Olsoi Tabaku
- Julind Thanasi